# 天記增二
HD 88955，即船帆座q（q Velorum）又名CD-41 5713，SAO 221895、HR 4023，是一颗船帆座的恒星，视星等为3.85，位于銀經274.33，銀緯11.88，其B1900.0坐标为赤經10h 10m 32.2s，赤緯-41° 11.88′ 35″。